# Mein Gott und Walter
Mein Gott und Walter ist ein filmischer Glaubenskurs, der eine „theologische Einführung in die Lehre der katholischen Kirche“ bietet. Die 24 Episoden sind jeweils etwa 15 Minuten lang und jede behandelt ein Glaubensthema, die Abfolge orientiert sich am Apostolischen Glaubensbekenntnis.
Herausgeber ist der in Liechtenstein ansässige Verein kathmedia.
Ein zugehöriges Begleitheft enthält Aufgaben und weitere Informationen zu den Themen der einzelnen Episoden. Dadurch soll sich Mein Gott und Walter besonders für den Religionsunterricht, Firmkatechese, Jugendgruppen, Gebetskreise und Glaubenskurse eignen und zum Weiterdenken anregen, wobei weiterführend auf den Katechismus der Katholischen Kirche und den Jugendkatechismus Youcat verwiesen wird.
Ursprünglich wurde der Film unter dem Titel querens (lat. „suchend“) angekündigt.
Die erforderliche Produktionsmenge wurde durch Vorbestellungen ermittelt, da das Non-Profit-Projekt keine unnötigen Kosten verursachen, aber auch sämtliche Mengenrabatte in der Produktion an die Käufer weitergegeben werden sollten. Für die Auflage kamen bis zum 15. April 2011 Vorbestellungen für 12.000 DVD-Boxen zusammen. Wenige Wochen nach dem Erscheinen war die erste Auflage bereits vergriffen, sodass am 12. September 2011 eine zweite Auflage produziert wurde.
Neben einer englischen Synchronisation sind Untertitel in diversen weiteren Sprachausgaben geplant.
Im November 2011 wurde unter dem Titel Oh mein Gott eine Weiterführung und Ergänzung angekündigt, das ebenfalls in Filmform über 50 theologische Themen in 11 Themengebieten behandeln soll.

## Episoden
DVD 1
1. Der Mensch
2. Atheismus
3. Offenbarung & Bibel I
4. Offenbarung & Bibel II
5. Der eine Gott
6. Der dreifaltige Gott

DVD 2
1.  Glaube & Wissenschaft
2. Schöpfung & Evolution
3. Das Böse
4. Die Menschwerdung
5. Christus
6. Die Erlösung

DVD 3
1.  Die Kirche
2. Der Vatikan
3. Kirchengeschichte(n)
4. Dunkle Legenden
5. Mehr Licht als Schatten
6. Die Sakramente

DVD 4
1.  Die Messe I
2. Die Messe II
3. Die Beichte
4. Die Ehe & …
5. Die Letzten Dinge
6. Das Leben aus Christus